# شقائق البحر

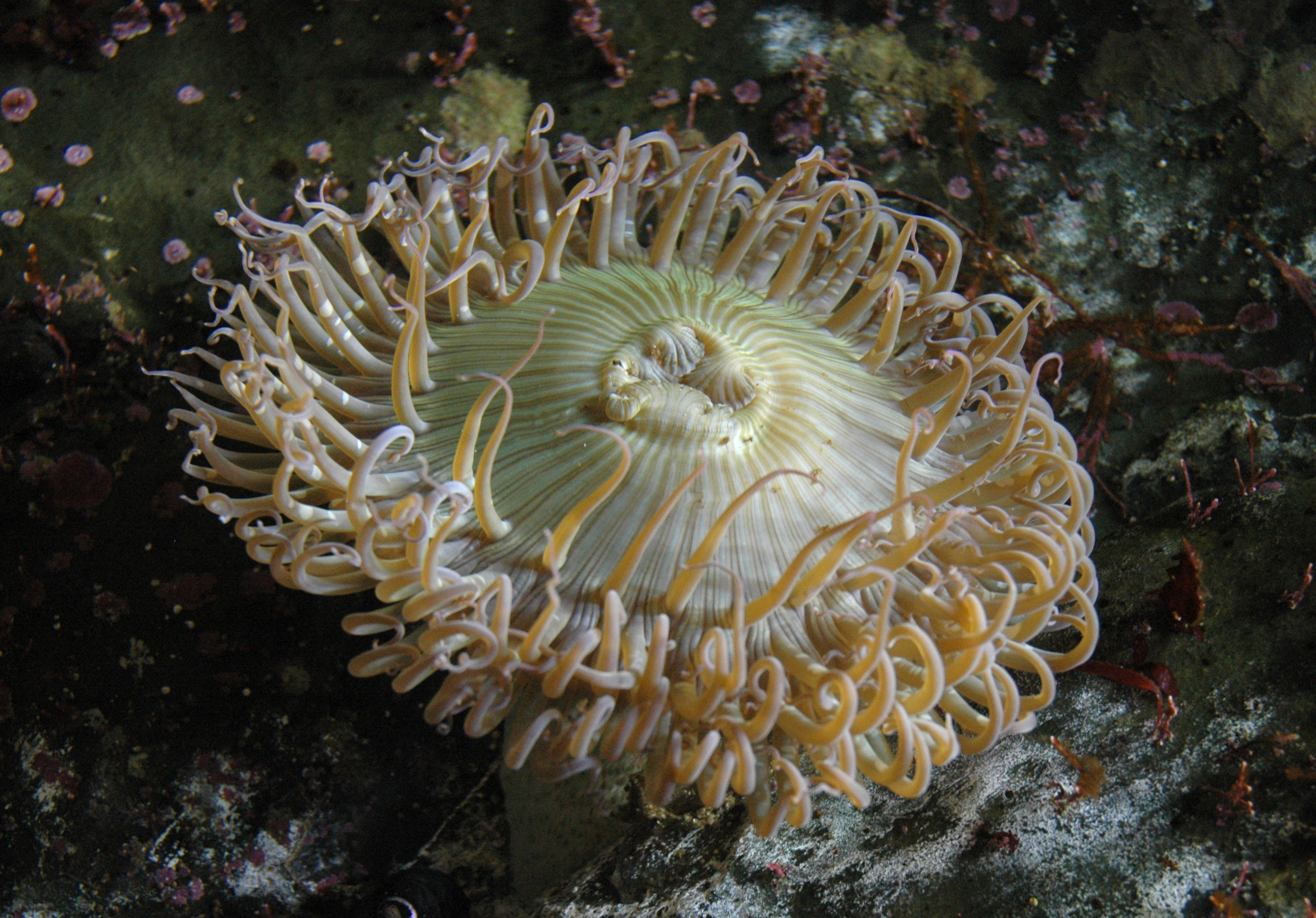
شقائق البحر

شقائق البحر (الاسم العلمي: Actiniaria) هي رتبة، في طويئفة مرجانيات سداسية. وهو حيوان بحري رخوي سام ذو شكل يشبه الزهرة له العديد من اللوامس السامه.
يعيش هذا الحيوان على أعماق لا تتجاوز ال 50 متر تحت سطح الماء ويعيش في المياه الدافئة التي تتراوح حرارتها بين 32 إلى 80 درجة مئوية ويمكن أن يصل عمر هذه الحيوانات إلى ما يقارب ال 50 عام.اكتشفت هذه الحيوانات للمرة الأولى عام 1881 م وتتواجد بكثره قرب سواحل غينيا الجديدة، ولهذه الفصيلة ما يقارب ال46 نوع.يتخلص شقائق النعمان من اللوامس الميتة بواسطة سمكة الكلاون(المهرج) التي تأكل هذه اللوامس.

## أصنوفات
الأصنوفات الأدنى لهذا الكائن:
- كود سباركل
- تحديث القائمة

فصيلة:Actiniidae 
اسم علمي: Actiniidae

جنس:Actinodactylus 
اسم علمي: Actinodactylus

فصيلة:Aiptasiomorphidae 
اسم علمي: Aiptasiomorphidae

نوع:Anactis picta 
اسم علمي: Anactis picta

فصيلة:Andvakiidae 
اسم علمي: Andvakiidae

رتيبة:Anenthemonae 
اسم علمي: Anenthemonae

فصيلة:Antheomorphidae 
اسم علمي: Antheomorphidae

فصيلة:Antipodactidae 
اسم علمي: Antipodactidae

جنس:Archisaccophyllia 
اسم علمي: Archisaccophyllia

فصيلة:Aurelianidae 
اسم علمي: Aurelianidae

فصيلة:Aurelianiidae 
اسم علمي: Aurelianiidae

فصيلة:Bathyphellidae 
اسم علمي: Bathyphellidae

جنس:Beltanelliformis 
اسم علمي: Beltanelliformis

فصيلة:Boloceroididae 
اسم علمي: Boloceroididae

فصيلة:Capneidae 
اسم علمي: Capneidae

جنس:Chermadion 
اسم علمي: Chermadion

جنس:Chrysoela 
اسم علمي: Chrysoela

فصيلة:Condylanthidae 
اسم علمي: Condylanthidae

جنس:Corticifera 
اسم علمي: Corticifera

فصيلة:Edwardsiidae 
اسم علمي: Edwardsiidae

رتيبة:Endocoelantheae 
اسم علمي: Endocoelantheae

رتيبة:Enthemonae 
اسم علمي: Enthemonae

فصيلة:Galatheanthemidae 
اسم علمي: Galatheanthemidae

فصيلة:Gonactiniidae 
اسم علمي: Gonactiniidae

فصيلة:Halcampidae 
اسم علمي: Halcampidae

فصيلة:Halcampoididae 
اسم علمي: Halcampoididae

فصيلة:Halcuriidae 
اسم علمي: Halcuriidae

فصيلة:Haliactiidae 
اسم علمي: Haliactiidae

فصيلة:Haloclavidae 
اسم علمي: Haloclavidae

جنس:Helaria 
اسم علمي: Helaria

فصيلة:Homostichanthidae 
اسم علمي: Homostichanthidae

فصيلة:Hormathiidae 
اسم علمي: Hormathiidae

فصيلة:Kadosactidae 
اسم علمي: Kadosactidae

جنس:Kalliphobe 
اسم علمي: Kalliphobe

جنس:Kodioides 
اسم علمي: Kodioides

جنس:Lepactis 
اسم علمي: Lepactis

فصيلة:Limnactiniidae 
اسم علمي: Limnactiniidae

جنس:Mackenzia 
اسم علمي: Mackenzia

فصيلة:Mackenziidae 
اسم علمي: Mackenziidae

فصيلة:Mimetriidae 
اسم علمي: Mimetriidae

فصيلة:Minyadidae 
اسم علمي: Minyadidae

جنس:Nemactis 
اسم علمي: Nemactis

فصيلة:Nevadneidae 
اسم علمي: Nevadneidae

رتيبة:Nynantheae 
اسم علمي: Nynantheae

فصيلة:Octineonidae 
اسم علمي: Octineonidae

فصيلة:Oractiidae 
اسم علمي: Oractiidae

جنس:Paractinia 
اسم علمي: Paractinia

جنس:Parastephanauge 
اسم علمي: Parastephanauge

جنس:Peronanthus 
اسم علمي: Peronanthus

جنس:Petalactis 
اسم علمي: Petalactis

فصيلة:Phymanthidae 
اسم علمي: Phymanthidae

رتيبة:Protantheae 
اسم علمي: Protantheae

رتيبة:Ptychodacteae 
اسم علمي: Ptychodacteae

فصيلة:Sagartiomorphidae 
اسم علمي: Sagartiomorphidae

جنس:Sarcophinanthus 
اسم علمي: Sarcophinanthus

جنس:Siphonactinia 
اسم علمي: Siphonactinia

جنس:Spyractis 
اسم علمي: Spyractis

جنس:Stauractis 
اسم علمي: Stauractis

فصيلة:Stichodactylidae 
اسم علمي: Stichodactylidae

جنس:Stichophora 
اسم علمي: Stichophora

فصيلة:Stoichactidae 
اسم علمي: Stoichactidae

جنس:Tetractis 
اسم علمي: Tetractis

جنس:Thelactis 
اسم علمي: Thelactis

جنس:Tilesia 
اسم علمي: Tilesia